# Cleptometopus schmidi
Cleptometopus schmidi là một loài bọ cánh cứng trong họ Cerambycidae.